# Muckross House

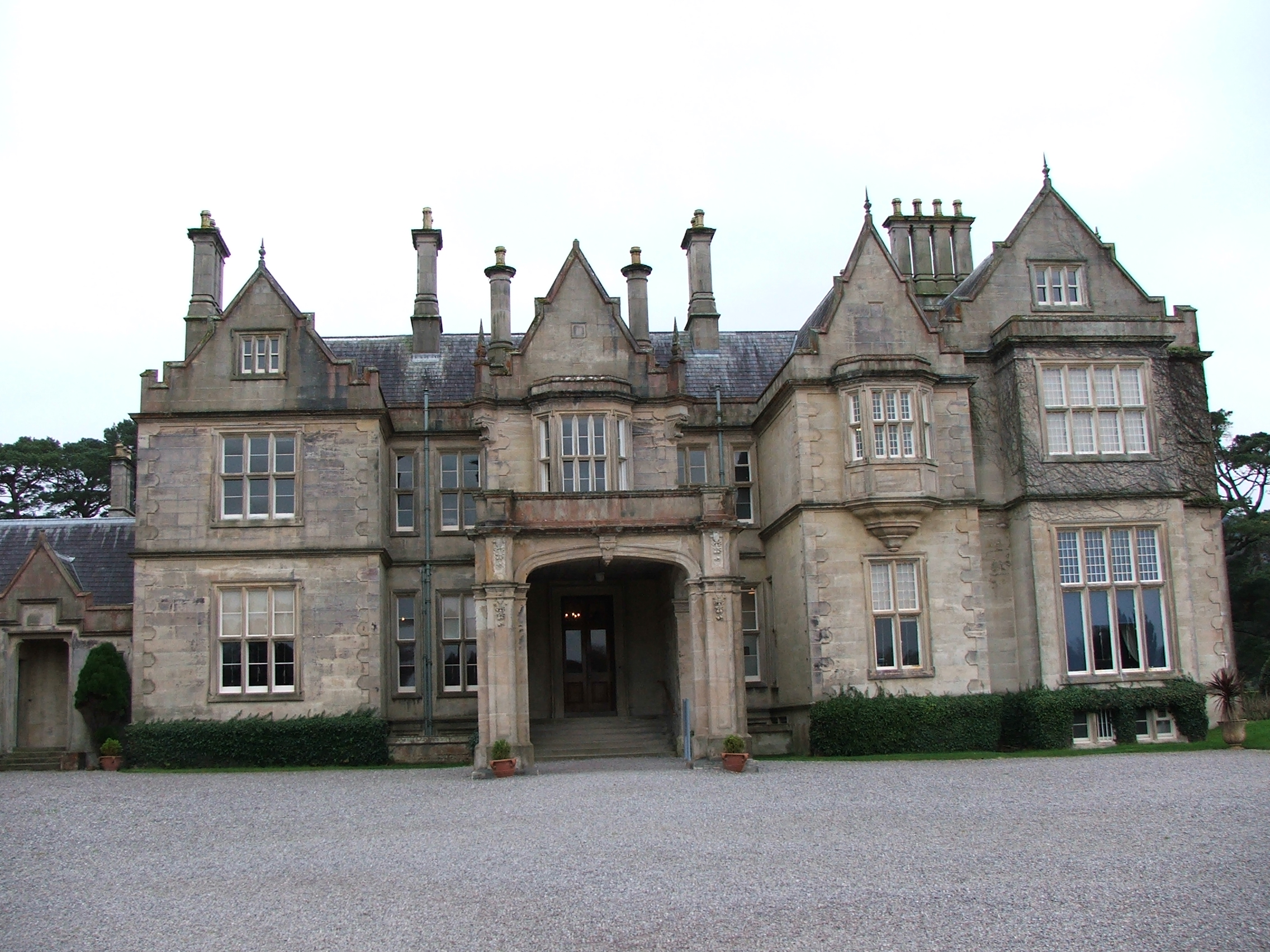
Fachada de Muckross House.

Muckross House (em irlandês: Theach Mhucrois) é um palácio rural da República da Irlanda situado na pequena Península Muckross, entre o Muckross Lake e o Lough Leane, dois dos Lagos de Killarney, a 6 km (4 milhas) da cidade de Killarney, no Condado de Kerry.

## História

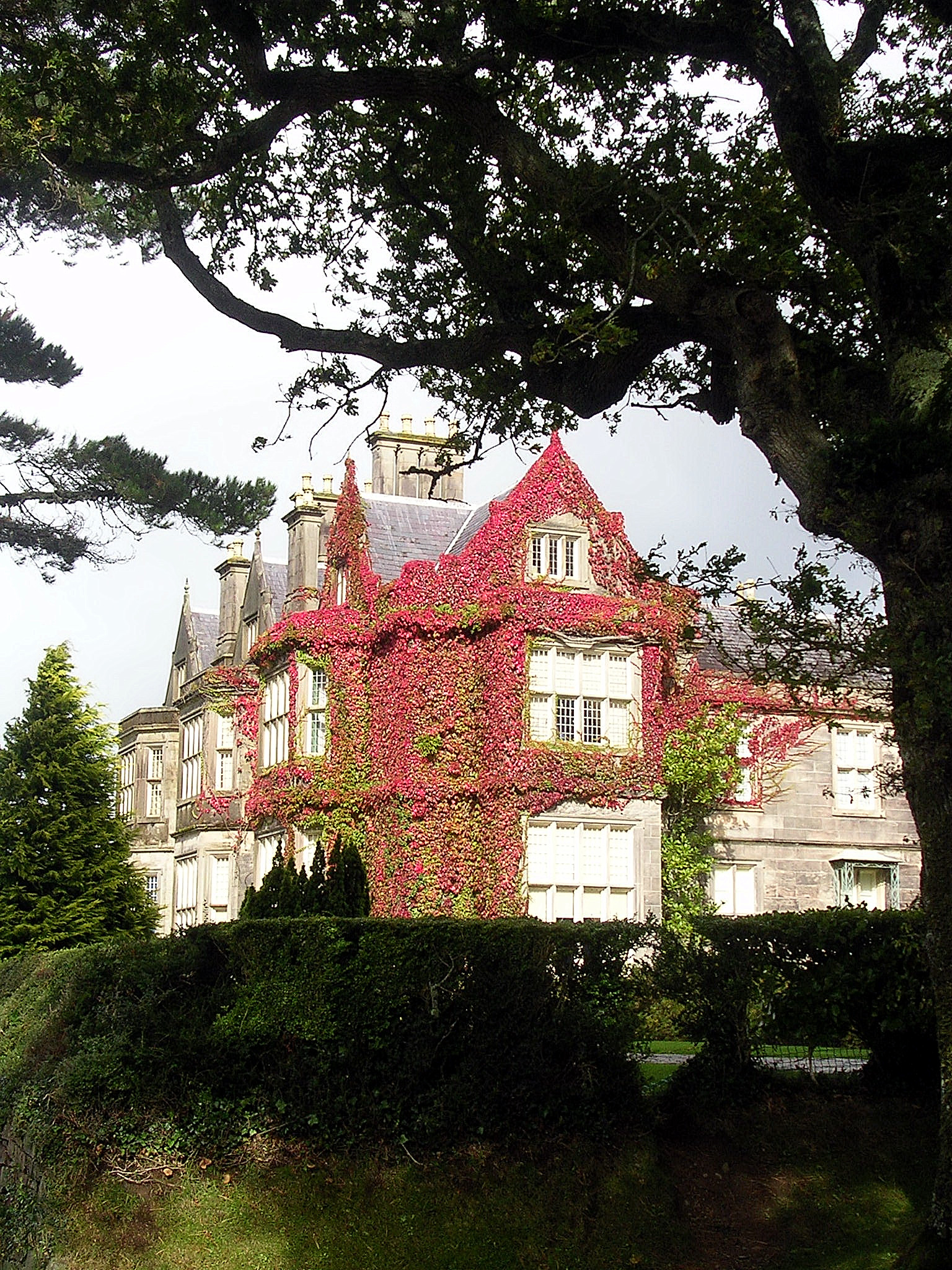
Muckross House coberto pelas cores do Outono.

Muckross House é um palácio rural desenhado pelo arquitecto escocês William Burn, mandado construir, em 1843, por Henry Arthur Herbert (1815-1866), deputado pelo Condado de Kerry no Parlamento do Reino Unido, e pela sua esposa, a aguarelista Mary Balfour Herbert (1817-1893). Foi edificado em estilo Tudor, possuíndo sessenta e quatro salas.

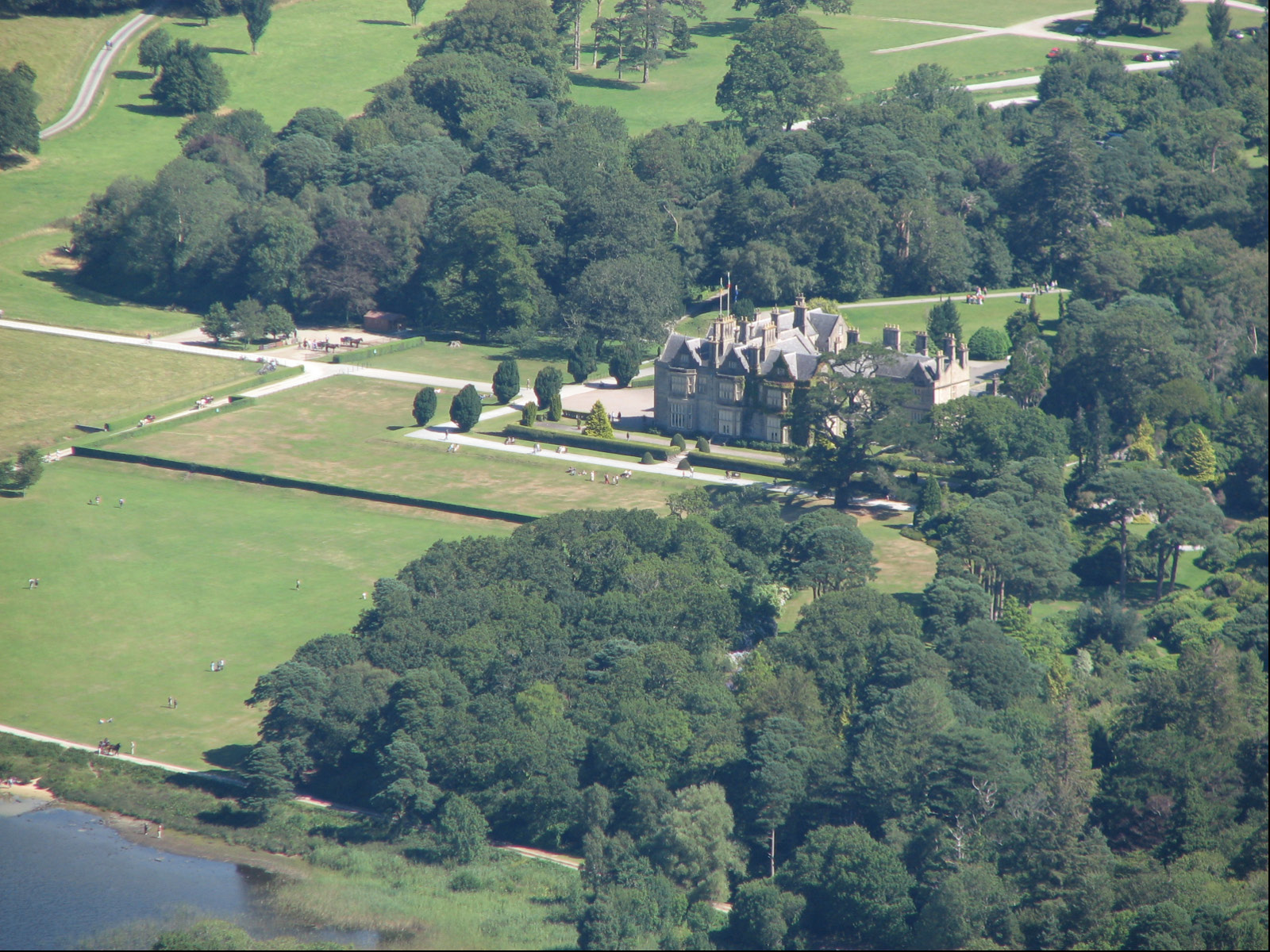
Vista geral de Muckross House.

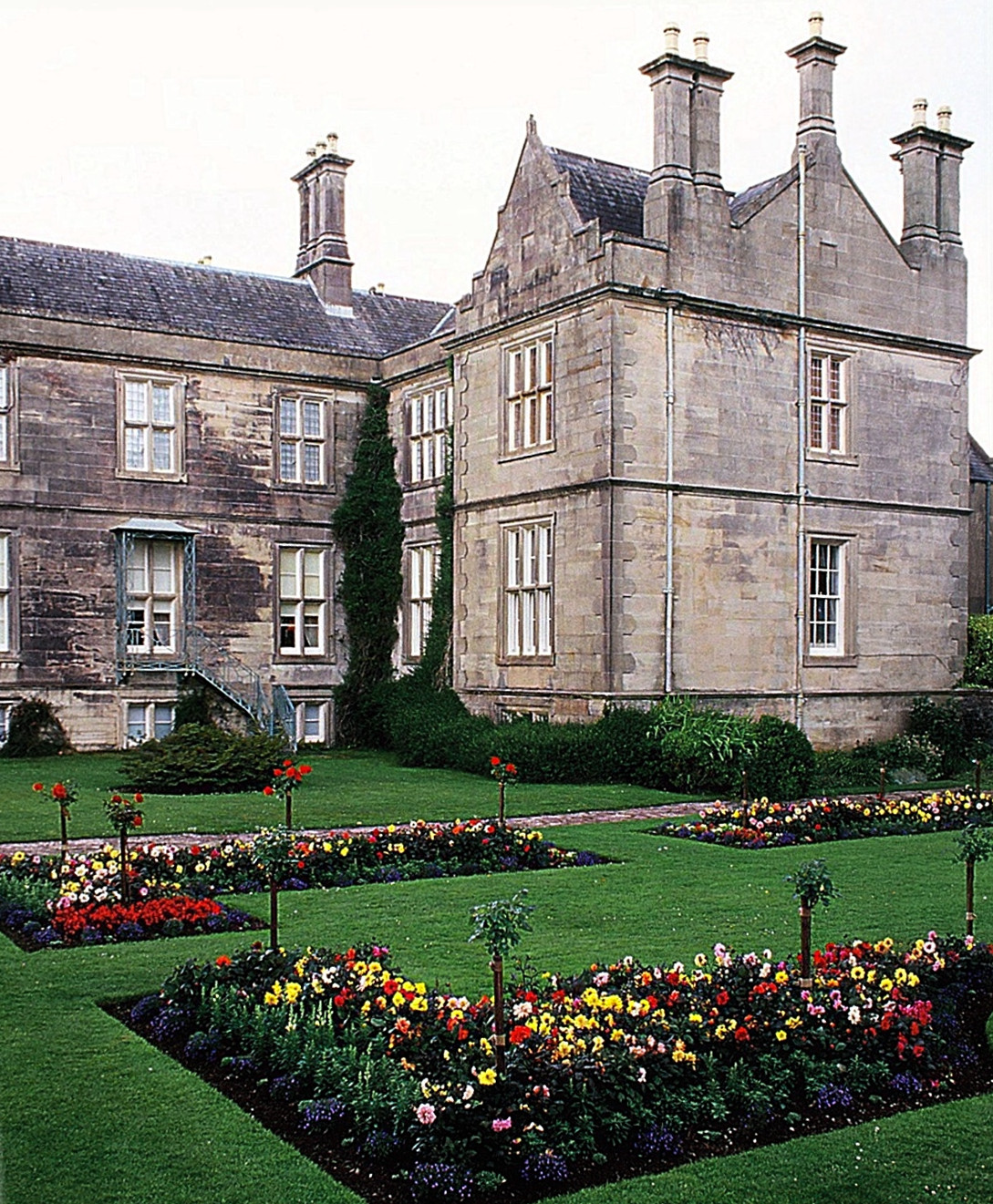
Jardins de Muckross House com o palácio em fundo.

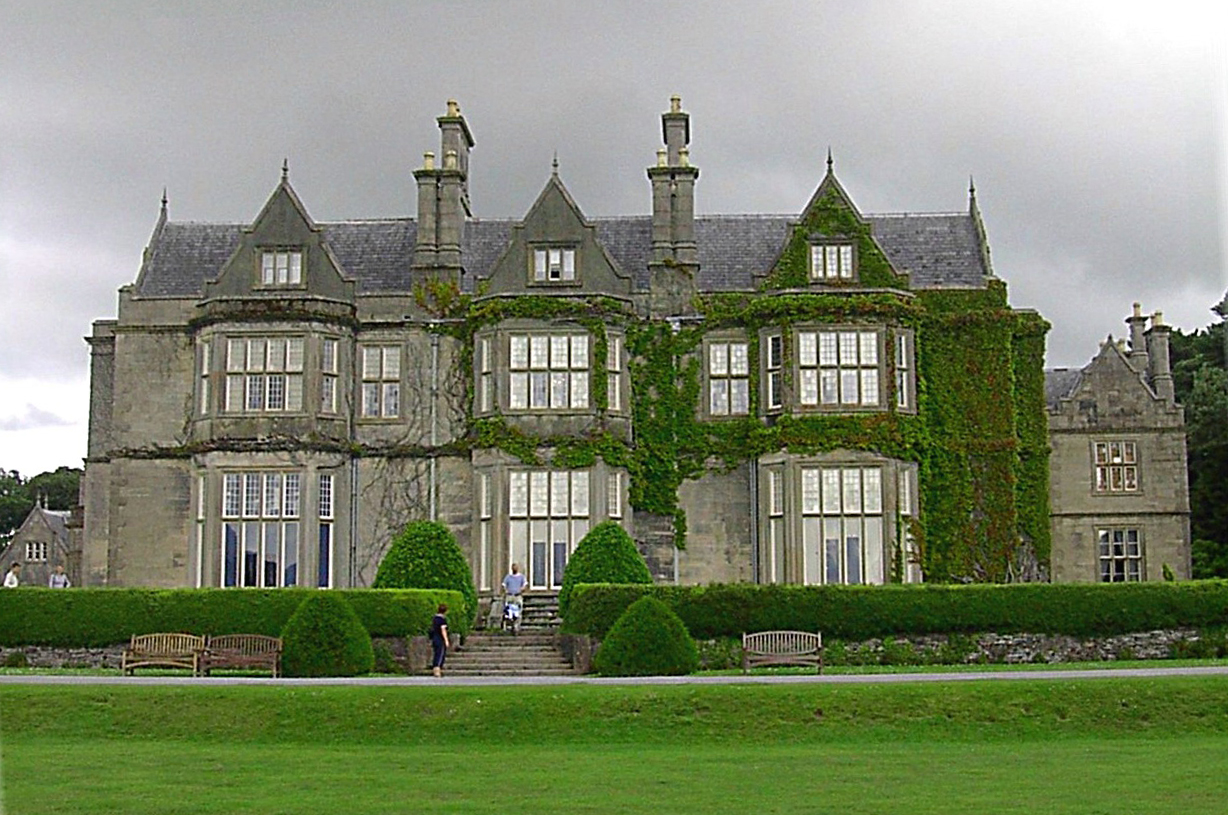
Fachada de Muckross House.

Durante a década de 1850 foram empreendidas extensas melhorias como preparação para a visita da Rainha Vitória, que teria lugar em 1861. Os Herbert esperavam tirar algumas vantagens com esta estadia da soberana. No entanto, diz-se que as obras empreendidas para a visita da rainha foram um factor que contribuiu para as dificuldades financeiras sofridas pela família Herbert, as quais obrigaram à venda da propriedade.
A propriedade é, actualmente, co-gerida como centro turístico pela Dúchas The Heritage Service e pela sociedade Trustees of Muckross House (Killaney) Ltd.. São propostas visitas guiadas, tendo as cavalariças sido convertidas em restaurante e loja de recordações.

## Os jardins
O arboretum e as quintas tradicionais estão igualmente abertos ao público. Os jardins são particularmente reputados pela sua colecção de rododendros, híbridoss e azáleas. Dividem-se entre jardim em canteiros e jardim japonês, sobre um afloramento natural de pedras calcárias. O arboretum conta com numerosas árvores exóticas e de climas temperados.
As vacas que pastam pelos prados do domínio são da raça do Kerry e representaram outrora a principal criação da Irlanda.

## Nascimento do parque nacional
O Killarney National Park (em irlandês: Páirc Náisiúnta Chill Airne) foi formado, principalmente, a partir da doação da Muckross Estate (Propriedade Muckross), a qual foi presenteada ao Estado, em 1932, pelo senador Arthur Rose Vincent e pelos seus sogros, Mr. e Mrs. William Bowers Bourn II, emmemória da falecida esposa do senador, Maud. O parque foi substancialmente ampliado através da aquisição de terras da antiga propriedade do Conde de Kenmare.
Muckross House, os seus jardins e quintas tradicionais estão abertos ao público, com visitas guiadas às salas do palácio.